# Gürth (Bad Brambach)
Gürth ist ein Ortsteil der Gemeinde Bad Brambach im Vogtlandkreis in Sachsen.

## Geografische Lage
Der Ort liegt direkt an der nördlich, westlich und südlich verlaufenden Grenze zu Tschechien. Gürth liegt 2 Kilometer vom Nachbarort Raun entfernt. Die Verbindungsstraße verläuft über das Gürther Kreuz, eine Kreuzung alter Verkehrsverbindungen oberhalb der beiden Dörfer.

## Geschichte
Der Ort gehörte bis ins 19. Jahrhundert zum Amt Voigtsberg. Am 1. Juli 1950 wurde Gürth nach Raun eingemeindet und kam am 1. Januar 1994 durch die Eingemeindung Rauns zu Bad Brambach.
Hier haben sich einige Gehöfte in der Egerländer Bauweise erhalten. Wertvolle Details des einstigen Fachwerkbaus und historische Hofeinfahrten sind mit einigen Beispielen erhalten geblieben.

### Entwicklung der Einwohnerzahl
| Jahr | Einwohnerzahl                           |
| ---- | --------------------------------------- |
| 1583 | 9 besessene Mann                        |
| 1764 | 12 besessene Mann, 1 Häusler, 2 ¼ Hufen |
| 1834 | 122                                     |

| Jahr | Einwohnerzahl |
| ---- | ------------- |
| 1871 | 144           |
| 1890 | 127           |
| 1910 | 114           |

| Jahr | Einwohnerzahl |
| ---- | ------------- |
| 1925 | 114           |
| 1939 | 109           |
| 1946 | 142           |

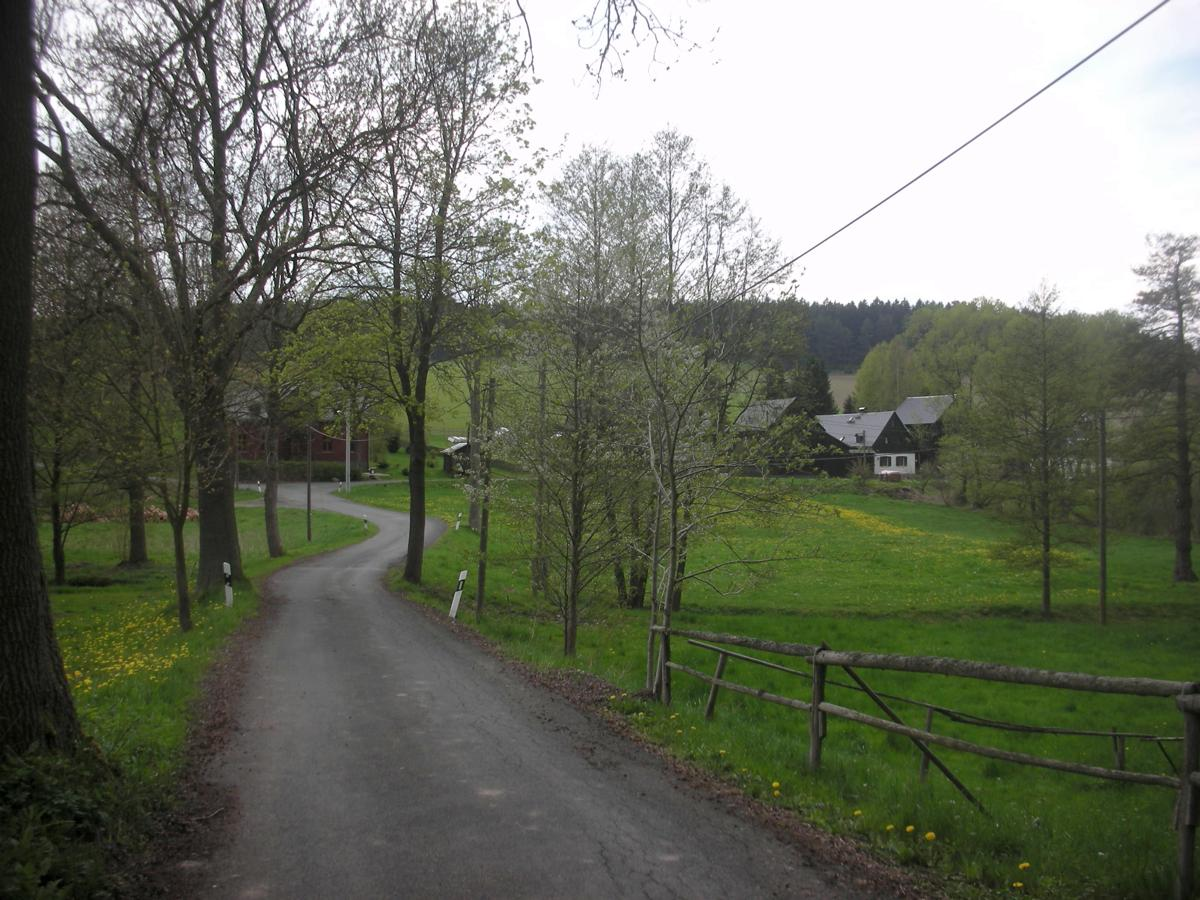
Blick in den Ort an der Straße von Raun
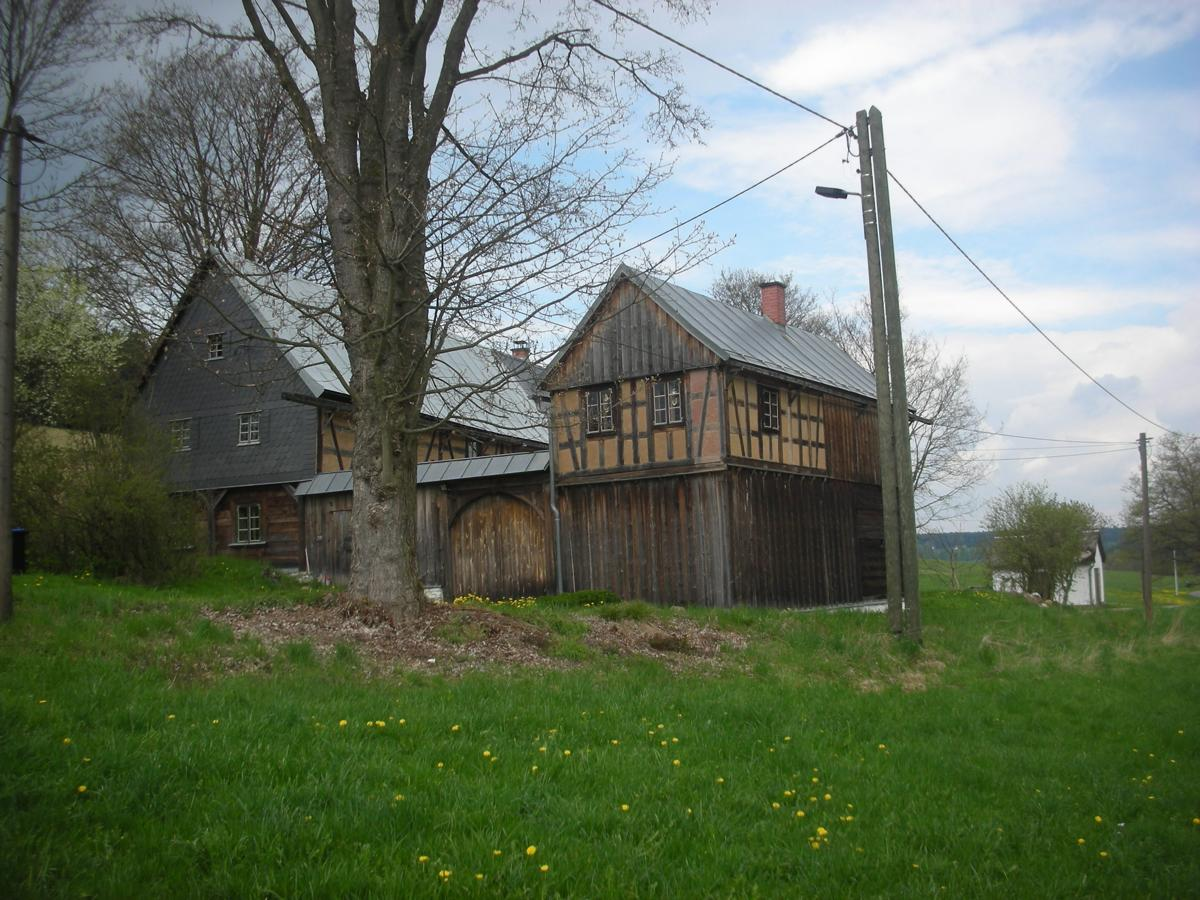
Bauernhof mit Umgebindehaus
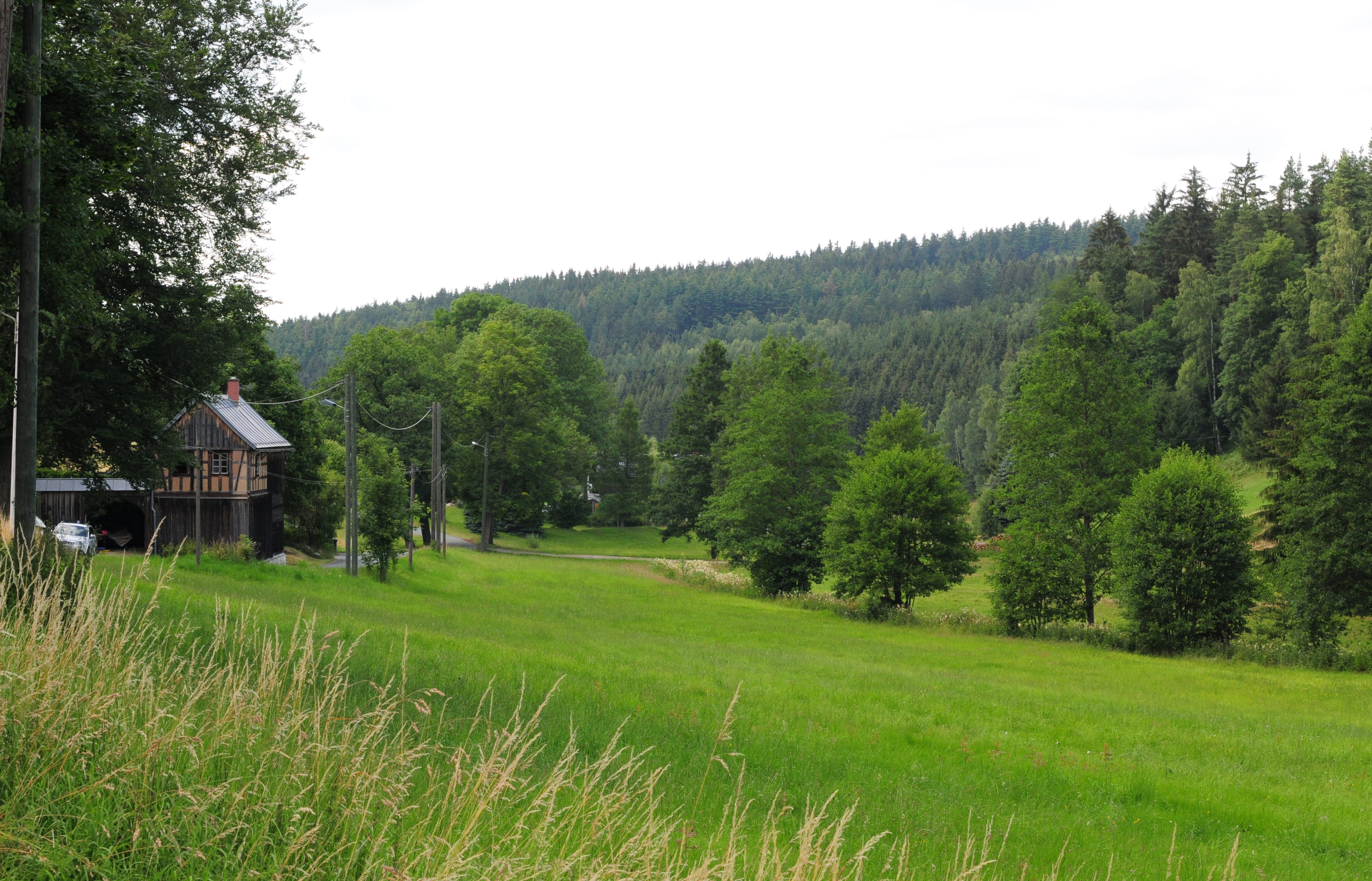
Wiesen im Tal des Gürther Bachs
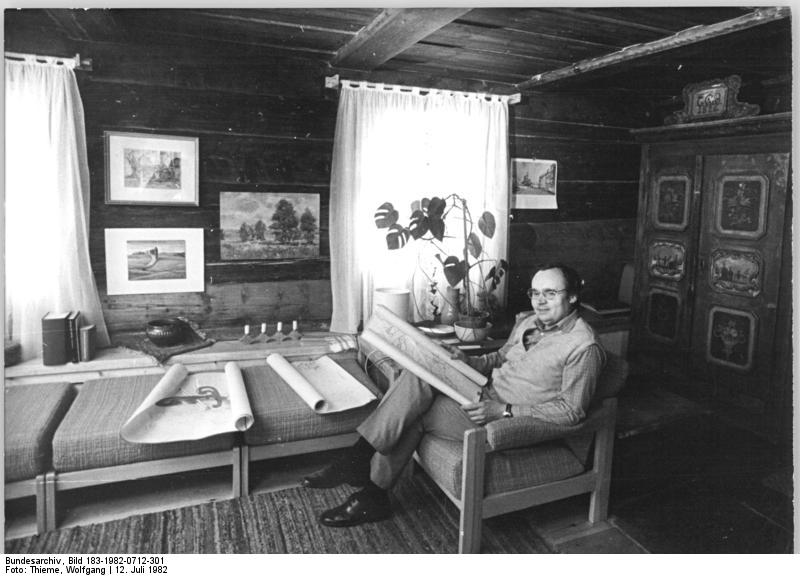
Blick in einen Wohnraum eines Bauernhauses

## Öffentlicher Nahverkehr
Der Ort ist mit der vertakteten RufBus-Linie 36 des Verkehrsverbunds Vogtland an Bad Brambach angebunden.